# Negativ egenkapital
|  | Sammenskrivningsforslag Artiklen Negativ egenkapital er foreslået føjet ind i Egenkapital. (Siden oktober 2018) Diskutér forslaget |

Denne artikel skal også ses som en supplerende artikel til artiklen om "egenkapital".
Egenkapitalen udgør sammen med selskabets gæld passivsiden i selskabets balance. På den anden side er alle aktiver samlet og går under den samlede betegnelse "aktiver".
Egenkapitalen er et udtryk for den kapital, som virksomheden har indskudt, har stående på en bunden/fri reserve, eller oparbejdet (tabt) igennem årene som overført overskud (underskud). 
Gælden benævnes også "fremmedkapitalen", da denne netop er tilkommet ved, at virksomheden har optaget finansiering fra tredjemand. 
Det er afgørende at kunne skelne mellem disse to sider af passivsiden, for at forstå hvordan en negativ egenkapital kan fremkomme i en virksomhed.
Egenkapitalen bliver også undertiden benævnt som et udtryk for "nettoaktiver". Det vil sige, at egenkapitalen er den der står tilbage, når man fratrækker virksomhedens forpligtelser fra virksomhedens aktiv side.
Såfremt den samlede aktivmasse er større end gælden, vil selskabet således pr. definition have en positiv egenkapital som udgør forskellen mellem aktivmassen og forpligtelserne.
Dette kan illustreres ved følgende eksempel:
- Virksomheden har 100.000 kr. i likvider. Det er virksomhedens eneste aktiv. Likvider benævnes også som et "omsætningsaktiv"
- Virksomheden har en gæld på 50.000 kr. til den lokale bank. Banken vil således være en "kreditor".

... Hvor meget har virksomheden så i egenkapital?
- Den har 50.000 kr. i egenkapital, som udgør differencen mellem de 100.000 kr. og 50.000 i hhv. likvider og gæld.

Men lad os forestille sig os et andet eksempel, hvor virksomhedens balance ser ud på følgende måde:
- Virksomheden har 500.000 kr. i en bygning. Det er virksomhedens eneste aktiv. Bygninger benævnes også som "materielle anlægsaktiver".
- Virksomheden har en gæld på 1.000.000 kr. til den lokale bank. Banken er igen en "kreditor".

... Hvor meget har virksomheden så i egenkapital?
- Virksomheden har i dette eksempel en negativ egenkapital på 500.000 kr.

Det kan således godt lade sig gøre for en virksomhed at have en negativ egenkapital. De 500.000 kr. antages her, at gå ind under egenkapital som "overført underskud" ved afslutningen af regnskabsåret. 
Ved at betragte balancen forstår vi altså, at virksomheden ikke har aktiver nok til at kunne betale den fordring som kreditor har i selskabet. 
Om selskabet står i et akut problem, afhænger af om gælden er af "kortfristet" eller "langfristet" karakter. Såfremt den er af langfristet karakter, dvs. forfalder om mere end et år, har virksomheden stadig mulighed for at skyde aktiver ind selskabet, således banken kan få sin betaling når den forfalder. Hvis den er af kortfristet karakter, må virksomheden handle hurtigt, således den ikke går står i en situation hvor kreditor kan erklære selskabet
konkurs som følge af misligholdt gæld.
Derfor behøver en negativ egenkapital ikke nødvendigvis at være et akut tegn på, at et selskab går konkurs. Dette afhænger i høj grad af selskabets aftaler med de indbyrdes kreditorer, hvordan gælden er sammensat (gælden kan også være opstået som følge af et koncerninternt lån, hvor et datterselskab har lånt penge af moder. I sådanne tilfælde vil moder sjældent være interesseret i at erklære datter konkurs).
Når det er sagt, er en negativ egenkapital sjældent en god ting. Det reducerer i høj grad selskabets økonomiske fleksibilitet, og det er et dårligt signal at sende til andre investorer, at virksomhedens skæbne ikke ligger i dens egne hænder.